# Constantin Brâncuși
Constantin Brâncuși (19. února 1876 – 16. března 1957) byl původem rumunský moderní sochař a fotograf tvořící ve Francii a řazený k abstraktnímu expresionismu.

## Vzdělání
Brâncuși se narodil roku 1876 ve vesnici Hobița v Karpatech do chudé pastýřské rodiny. Již malý se vyprofiloval jako talentovaný při vyřezávání drobných dřevěných sošek. Z rodné vesnice utekl do Craiovy, kde se přihlásil do školy umění (Școala de Meserii) a kde také přišel krom řezbářského k základnímu vzdělání.
Školu dokončil v roce 1898 a odjel studovat sochařství do Bukurešti, potom v roce 1903 do Mnichova a konečně do Paříže. Zde studoval na École des Beaux-Arts, později pracoval u Augusta Rodina a posléze vytvořil vlastní ateliér. Velký úspěch přišel v roce 1913, kdy vystavoval v Salonu des Indépendants a na americkém Armory Show. Ve Francii se začalo často používat jeho jméno ve zjednodušeném tvaru Brancusi.

## Umění

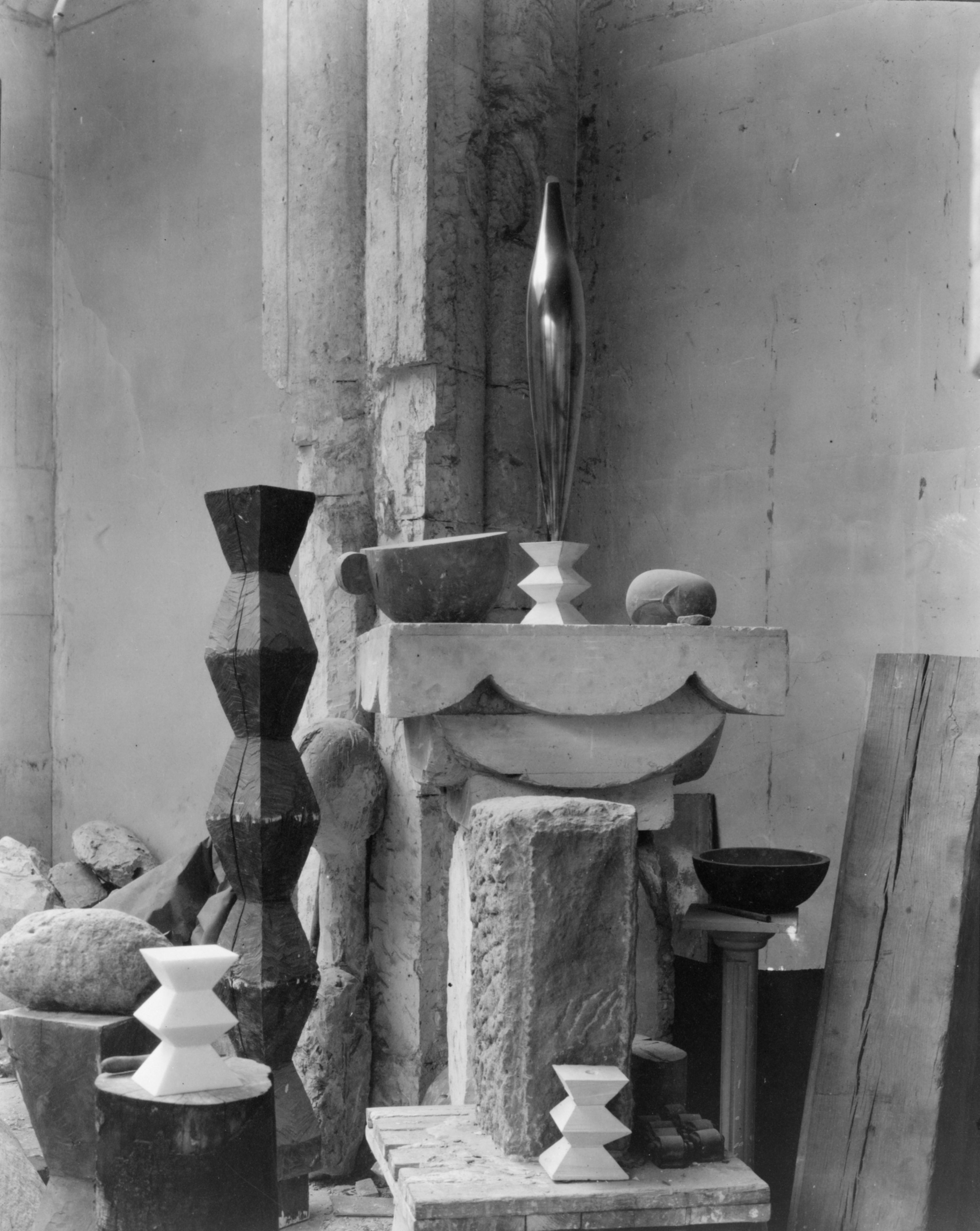
Steichenova fotografie mistrova ateliéru

Pro Brâncușiho dílo bylo typické zjednodušení formy a radikální vize. Mezi jeho nejznámější díla patří série dvaceti osmi verzí Ptáka v prostoru. Se zjednodušením také souvisí aféra, kdy umělec žaloval americké celní úředníky, kteří uvalili na jeho dílo vysoké clo, které bylo určeno pro průmyslové materiály a odmítli uznat tomuto předmětu status uměleckého díla bez cla.
V roce 2024 byl soubor soch vytvořených Brâncușim v rumunském městě Târgu Jiu zapsán na seznam světového dědictví UNESCO.

## Společenský život
V Paříži žil bohatý společenský a bohémský život. Stýkal se s uměleckou smetánkou své doby jako byl Ezra Pound, Guillaume Apollinaire, Pablo Picasso, Marcel Duchamp, Amedeo Modigliani, Henri Rousseau nebo Fernand Léger. Také se stýkal s řadou Rumunů bydlících v Paříži. Například s Eugènem Ionescem. Jako hostitel byl oblíbený, hrál na housle a zpíval rumunské písně. Měl rád cigarety, víno a dámskou společnost.

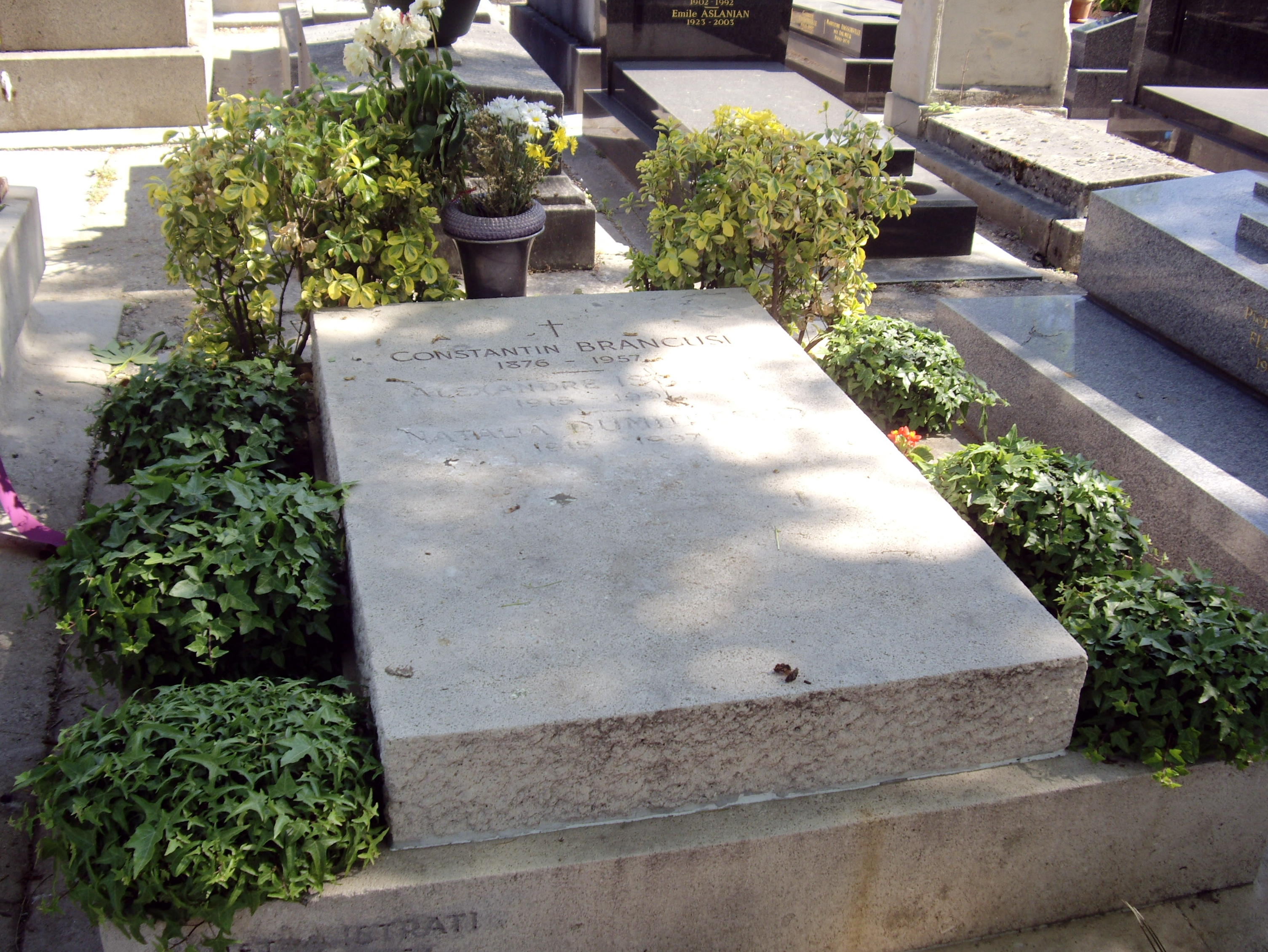
Hrob Constantina Brâncușiho V Paříži

Brâncusi zemřel 16. března roku 1957 s více než 215 sochami a 1200 fotografiemi na svědomí. Byl pohřben na pařížském hřbitově Cimetière du Montparnasse.

## Zajímavost
Ve 14. pařížském obvodě, čtvrti Quartier de Plaisance nese od roku 1985 sochařovo jméno náměstí Place Constantin-Brancusi.